# Розпечений чоловік
Розпечений чоловік (англ. The Burning Man) — другий сегмент 8-го епізоду 1-го сезону телевізійного серіалу «Зона сутінків».

## Сюжет
Дія епізоду відбувається у 1930-х роках, у невідомій безлюдній американській місцевості. Головні персонажі, вже немолода тітка Ніва та її племінник Даґ, за віком ще зовсім дитина, їдуть у власному автомобілі, направляючись у місто. По дорозі вони підбирають невідомого неохайно вдягненого чоловіка, який прямує туди само — він стоїть прямо на їхньому шляху та просить їх зупинитися. Після цього він починає розповідати своїм попутникам про зовсім неможливі фантастичні речі — наприклад, про «повернення» молодих людей, під яким він розуміє їхнє омолодження шляхом «скидання» старого тіла, подібно до того, як це роблять змії. В цей час виникає невелика аварія — колесо автомобіля протикається, тому вони роблять вимушену зупинку, щоб замінити пошкоджене колесо на нове. Під час зупинки невідомий чоловік детально розповідає тітці Ніві та маленькому Даґу про генетичне зло, яке знаходиться в крові людей. Полагодивши автомобіль, чоловік та його супутники продовжують свій шлях. Врешті-решт тітці Ніві набридають нескінченні фантастичні міркування супутника, внаслідок чого вона зі скандалом викидає його зі своєї машини. Чоловік, знову залишений напризволяще на безлюдній дорозі, починає відчувати до них образу та злість.
Пізно ввечері, коли сонце вже майже сідає за горизонт, тітка Ніва та Даґ все ще прямують до міста. Раптом їм на шляху трапляється ще зовсім юний хлопчик, приблизно одного віку з Даґом, який, дізнавшись, куди саме вони їдуть, просить підвезти і його, при цьому розповівши, що начебто заблукав під час пікніка, внаслідок чого залишився сам на цій дорозі. Тітка Ніва на його прохання відповідає згодою. Вже пізно вночі невідомий хлопчик щось каже тітці Ніві, після чого автомобіль зупиняється посеред дороги та більше не заводиться. В цей момент дитина запитує їх обох — жінку та Даґа — чи цікавило їх коли-небудь таке поняття, як генетичне зло, та починає задоволено посміхатися. Наприкінці епізоду автівка так і залишається стояти посеред шляху, а її фари гаснуть. Таким чином виявляється, що цей хлопчик і є тим самим неохайним чоловіком, якого вони перед цим залишили на дорозі.

## Цікаві факти
- Епізод не має оповідей ані на початку, ані в кінці.
- Тривалість епізоду становить лише одинадцять з половиною хвилин.
- Епізод базується на однойменній розповіді, написаній Реєм Бредбері, яка була вперше опублікована в його антології «Long After Midnight» (укр. Далеко після опівночі) у 1976.

## Ролі виконують
- Пайпер Лорі — тітка Ніва
- Андре Гауер — Даґ
- Робертс Блоссом — чоловік
- Денні Куксі — хлопчик

## Реліз
Прем'єрний показ епізоду відбувся у Великій Британії 15 листопада 1985.